# 린 사막

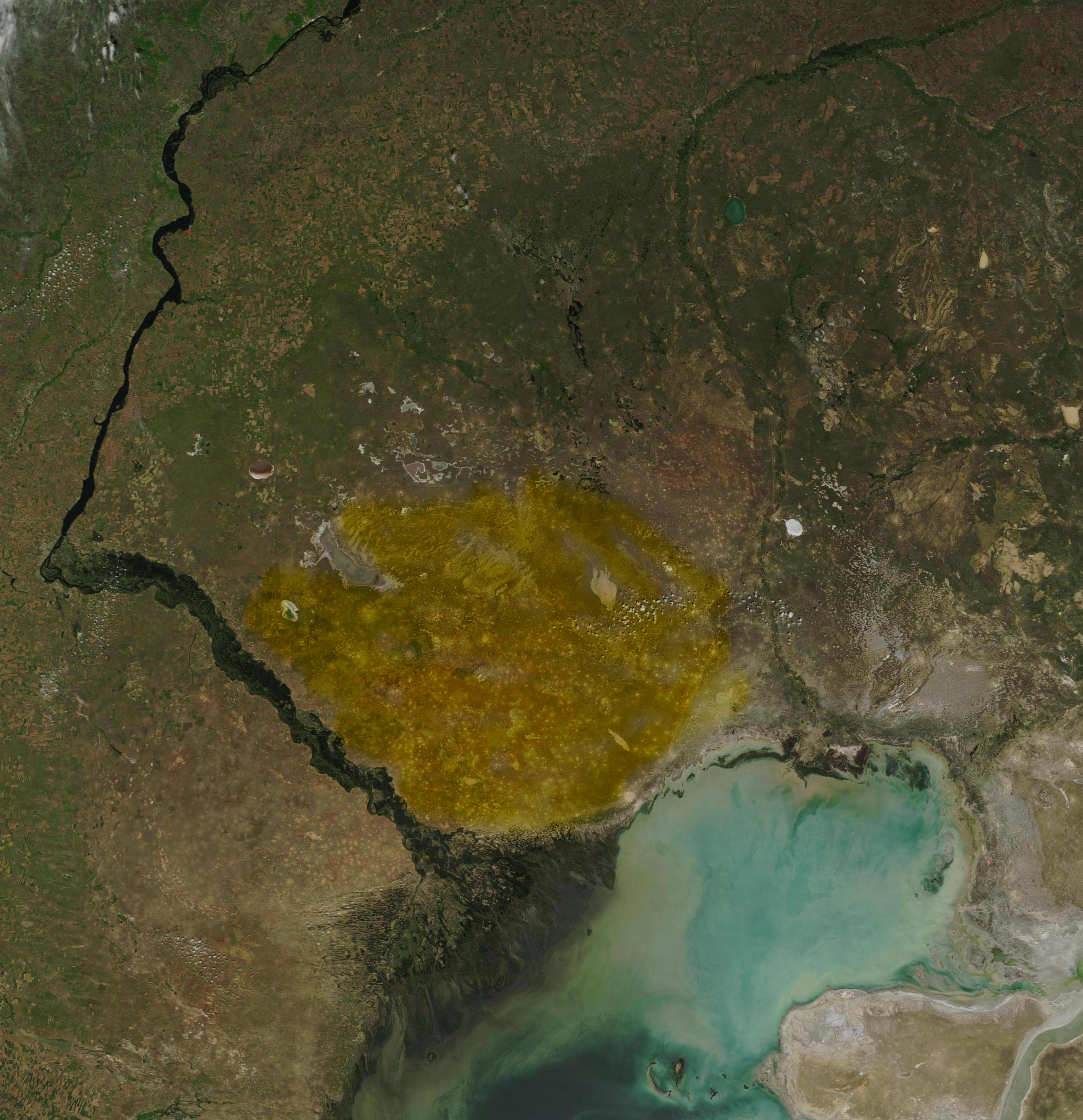
린 사막

린 사막(카자흐어: Нарын-Құм)은 카자흐스탄 서부와 러시아 남동부 볼가 고지 남동부와 카스피해 북쪽에 있는 사막이다.
린 사막의 경계는 매우 모호하게 정의되어 있으며, 대부분의 지도는 린 사막과 카스피 해 연안 저지대를 별도로 표기하고 있지만 일부 지도에서는 카스피 해 연안 저지대와 동일하게 취급하고 있다. 린 사막은 북위 46도에서 49도, 동경 47도에서 52도 까지의 우랄강 서쪽에 위치하고 있다. 기온은 여름에는 45 °C에서 48 °C의 극단적 최고치에 달하지만 겨울이되면 -28 °C에서 -36 °C로 급격히 떨어진다.
린 사막에는 많은 작은 마을이 곳곳에 있으며 인구 밀도는 평방 마일 당 1 ~ 15명이다. 반 건조 기후대에 위치하여 강우량은 매우 적다.